# Villanueva (La Guajira)
Villanueva, oficialmente, Santo Tomás de Villanueva, es una población y municipio colombiano ubicado al sur del departamento de La Guajira. Su cabecera municipal se localiza en el piedemonte de la Serranía del Perijá, cerca al Cerro Pintado.
La mayor parte de la población se encuentra concentrada en la zona urbana, pero su actividad económica está centrada en la agricultura y la ganadería.

## Barrios de Villanueva
- 1 de Mayo
- 11 de Junio
- 7 de Agosto
- Barrio Nuevo
- Blanca Martínez
- Cafetal
- El Carmen
- El Centro
- Hormigueral
- Javier Socarras
- José Galo Daza
- José Prudencio Padilla
- La Ceiba
- La Esperanza (nuevo barrio desde 2019 segregado de la urbanización Villa María, Barrio José Galo Daza y perímetro urbano sin definir, este barrio hacia parte del antiguo sector que se denominaba "Barrio las Marias" y sus límites comprende desde la calle 20 hasta la circunvalar Villanueva (variante) entre el Río Villanueva y la carrera 4. / Registro de globo de terreno denominado La Esperanza de la oficina de Agustín Codazzi.)
- La Floresta
- La Unión
- Las Palmas
- Villa Beatriz
- Las Delicias
- Los Ángeles
- Luis Carlos Galán
- Orozur
- Pompilio Daza
- Rojas Pinilla
- San Luis
- Santo Tomás
- Urbanización Román Gómez Ovalle ("Las Casitas")
- Urbanización Villa del Prado
- Urbanización Villa Elena
- Urbanización Villa María ("las Marías")
- Villa del Río
- Villa del Rosario
- Villa Hildegar

## Historia
Durante la época precolombina, la región fue habitada por indígenas de la etnia Chimila. Con la colonización de los españoles, la villa de Santo Tomás de Villanueva fue fundada el 16 de enero de 1662 por Don Roque de Alba. su fiesta se celebran el 18 septiembre de cada año en honor a su patrono Santo Tomás De Villanueva. 
La tribu del cacique Canopán llamada los Uitotos, parte de la nación Chimila, habitaba en una ranchería en las estribaciones de la cordillera Oriental, y le llamaban Timiriguaco al asentamiento más grande. Otra tribu, liderada por el cacique Uruma estaba asentada al occidente y la del cacique Guazara al sur.

## Geografía
Villanueva está ubicada al sur del departamento de La Guajira, Limita con los municipios de El Molino por el Norte, Urumita al Sur, San Juan del Cesar y el Departamento del Cesar al occidente y con la República de Venezuela al oriente.
Tiene 265 km² con una temperatura de 28 °C, una altitud de 250 m s. n. m. en la cabecera municipal y climas cálidos, templados y fríos. Su principal fuente de agua es el río Villanueva que nace en el Cerro Pintao, en la cordillera Oriental con una longitud de 43 km, desde su nacimiento hasta el río Cesar donde desemboca. El Municipio cuenta con 159 km² de topografía quebrada y 106 km² de suelo planos.
Villanueva tiene una extensión urbana de 3.2 km² y el resto del área rural ocupa 262.8 km². 
El área municipal de Villanueva cuenta con tres pisos térmicos; La cabecera municipal y un porcentaje de tierras están en una parte plana y baja, faldas empinadas de montaña y clima medio, hacia la Serranía del Perijá, tierras altas de montañas escarpadas y abruptas en las tierras frías; Páramos en el Cerro Pintao, límites con Venezuela.

### Hidrografía
El río Villanueva cruza el municipio, el cual nace en la Serranía del Perijá, alimenta la agricultura de la sierra y el pie de la montaña, y luego suministra el agua para consumo humano a esta población. Sus aguas desaparecen gran parte del año y resumen unos kilómetros antes de desembocar en el río Cesar; el cual lo separa de los municipios de Valledupar y San Juan del Cesar . Algunos arroyos le son extraídos al río Villanueva para regar cultivos en la parte plana de la población. Por estar en medio del norte de la Cordillera Oriental Colombiana y la Sierra Nevada de Santa Marta, se torna lluviosa y medio húmeda. Tiene yacimientos subterráneos de agua.
Además posee el río Los Quemaos o Novalito , numerosas acequias y manantiales.

## Economía
El municipio de Villanueva tiene una base productiva predominantemente agropecuaria, integrada al circuito económico de la Baja Guajira y Valledupar.
La extensión territorial del municipio es de 26.500 ha, de las cuales 7.300 son utilizadas para la agricultura y 8.600 para la ganadería; 10.146 son áreas no cultivadas y 454 corresponden al área urbana.
El comercio es la actividad que mayor empleo genera en el casco urbano.

## Turismo
Uno de los sitios más visitados por propios y turistas es el balneario 'Castillo Escondido', ubicado en zona rural, a 20 minutos del casco urbano de Villanueva.
Otros atractivos turísticos por su historia son: La Casa de la Cultura y el Museo Indígena, este último exhibe piezas precolombinas de las culturas Iroto, Cayaimaso y Cariachile.
El Parque La Fé del barrio Delicias, donde la comunidad por tradición seca el café producido en las laderas de la Serranía del Perijá para distribuirlo a las industrias cafetaleras.

## Medios de comunicación
Actualmente Villanueva cuenta con dos emisoras "La Bacana stereo", y también la emisora comunitaria "VIVA FM" 88.2 en FM. La estación radial tiene cubrimiento en los vecinos municipios de San Juan del Cesar, El Molino, Urumita, La Jagua del Pilar y cordilleras aledañas.

## Vías de comunicación
- Aéreas: el municipio no cuenta con aeropuerto o helipuerto por lo tanto sus habitantes usan los aeropuertos Alfonso López de Valledupar o el Almirante Padilla de Riohacha.

- Terrestres: al sur se interconecta con Carretera Nacional desde Valledupar - Cesar (50 km) y por el norte con la carretera Nacional a Riohacha - La Guajira (170 km)

## Servicios públicos
- Energía Eléctrica: Air-e, del grupo EPM, es la empresa prestadora del servicio de energía eléctrica.
- Gas Natural: Gases de La Guajira es la empresa distribuidora y comercializadora de gas natural en el municipio.

## Cultura

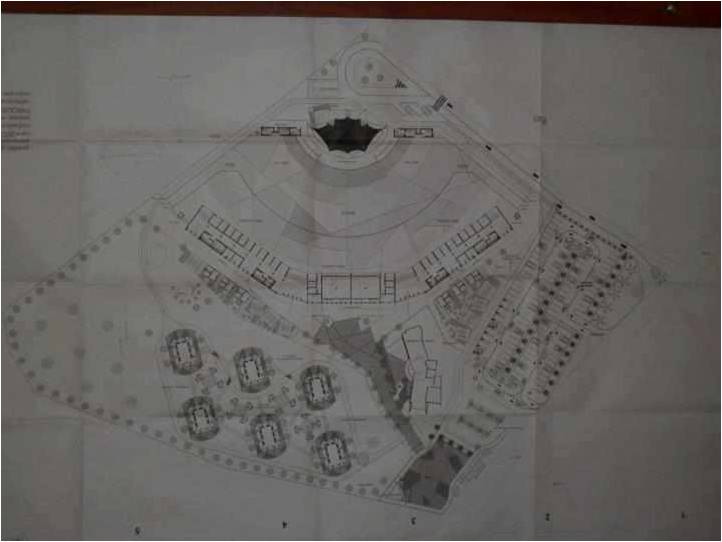
Planos de construcción del Parque Cuna de Acordeones, lugar que reemplazará al parque del municipio como sede del Festival Cuna de Acordeones

El Festival Cuna de Acordeones, declarado Patrimonio Cultural y Artístico de la Nación por medio de la Ley 1052 de 2006, es la máxima manifestación cultural del municipio, además de ser el segundo en importancia en la música vallenata después del Festival de la Leyenda Vallenata que se realiza en Valledupar. Este festival se realiza desde 1979, de manera anual, en el mes de septiembre exceptuando los años 2010, 2011 y 2012, donde se realizó en el mes de junio. Se realiza en la Plaza Principal de la localidad pero se tiene proyectado trasladar el evento al Parque Cuna de Acordeones, el cual quedará ubicado en la antigua sede del IDEMA y que se encuentra en etapa de consecución de recursos.
Como municipio de origen de varios artistas relacionados al vallenato hay que destacar a Jorge Celedón, Jean Carlo Centeno (este último de origen venezolano, pero criado desde niño en Villanueva), Israel Romero (Binomio de Oro), Junior Santiago, Heberth y Egidio Cuadrado (este último, acordeonero de Carlos Vives), Orangel y Gabriel "El Chiche" Maestre y Los Hermanos Zuleta (Poncho y Emiliano), entre otros.

### Símbolos
Escudo
El Escudo muestra en la parte superior una cruz, como símbolo del cristianismo y la bandera de Colombia, en su cinta, aparece el nombre del municipio y la fecha de fundación, debajo encontramos el nacimiento del río Villanueva en la serranía del Perijá, y los dos sectores productivos por excelencia del municipio representado por la planta de café y por el ganado vacuno, cruzados por el lema “cultura, paz y progreso”: finalizando con los elementos básicos del folclor, como lo son los instrumentos musicales caja, guacharaca y acordeón, meciéndose en una cuna.
Bandera
El color verde simboliza los recursos de la naturaleza en cuanto los bosques, sabanas, mesetas, parques, además de las extensas regiones agrícolas y ganaderas.
El color blanco simboliza los deseos de una paz firme y verdadera.
Himno
| Autor: Rafael Antonio Amaya. Letra: Coro Villanueva, tierra mía te llevo en mi corazón tú haces toda mi alegría de mi existir, la razón. Vas conmigo cada hora por doquier conmigo vas y tu nombre en mi ser mora, sin que se aleje jamás. |  | I Con tu nombre por bandera y por escudo tu honor con palabras pregoneras voy cantándote mi amor. Desde la montaña al llano, de los Andes al Cesar, nunca cesará mi mano tu bandera de agitar. (CoroVillanueva. tierra...) II En tus hombres, fuerte brazo Para el duro trabajar En la oficina o el campo crean de patria el bienestar. Tus mujeres son rosales de un jardín o de un altar y cual astro en los hogares se les ve siempre brillar. |  | III Hay labor de vieja historia en tus hijos por igual darle dignidad y gloria al alero nacional. En el surco, en la pradera. o en el verde cafetal. de Colombia la bandera flotará siempre triunfal. IV A paso firme el progreso va asentándose en tu lar es que a ello te da derecho de tu gente el potencial. Pues en el trabajo rudo o el ambiente cultural tiene su brazo en escudo y en su mente himno triunfal. |  | V ¡Adelante! ¡Villanueva! cara al frente al porvenir! vas saliendo de la prueba que el sino te hizo sentir. El marasmo de tu suerte se ausente de tu memoria se engalanen triunfalmente las páginas de tu historia. |  |

Otros símbolos
Himno Folclórico del Municipio
| TítuloVILLANUEVA MÍA Autor: Hernando Marín Lacouture Te doy un pedazo de tierra de la cordillera donde yo nací. Te doy las canciones más bellas de mi álbum de amores, todo es para ti. Te brindo el collar de mis años y el pozo de dicha de mi corazón. Y te dejaré para mañana aunque tú no me des nada, la creciente de mi amor. Te doy un pedazo de parranda, te doy una serenata con guitarra y acordeón. Yo solo te pido que no me eches al olvido, Villanueva mía. Yo solo te imploro que no me dejes tan solo, porque moriría. Déjame tropezar en las piedras de tus calles de poesía. Déjame brindar por ti, Déjame cantar tus cantos, Déjame sentir tu llanto, Villanueva mía. |  | Coro Villanueva mía, Villanueva mía(bis). Te brindo un grito de mi pueblo, comparto mi cielo con tu población. Te doy un pedazo de suelo con gotas de sangre de mi corazón. Te doy la canción que te canto, te regalo el llanto de un querido amor. Para que se enlacen las canciones de aquellos compositores, que tienes en tu región. Que en la misma cuna de acordeones se oiga el pregón de los sones, que engalanan tu región. Yo solo te pido que no me eches al olvido Villanueva mía. Yo solo te imploro que no me dejes tan solo porque moriría. Déjame tropezar en las piedras de tus calles de poesía. Déjame brindar por ti, Déjame cantar tus cantos, Déjame sentir tu llanto, Villanueva mía. Coro Villanueva mía, Villanueva mía (bis). |  |  |